# Nothofagus solandri
Nothofagus solandri (Engels: Black beech)  is een boomsoort uit de familie Nothofagaceae. Het is een groenblijvende boom die tot 25 meter hoog kan worden. De boom heeft een donkere roetkleurige stam en kleine leerachtige bladeren die langs de takken zijn gerangschikt. De bladeren zijn 10 tot 15 millimeter lang en hebben een afgeronde punt, Ze zijn aan de onderkant bleekkleurig en met licht gekromde randen. 
De boom is endemisch is in Nieuw-Zeeland. De soort komt zowel op het Noordereiland als het Zuidereiland voor. Op het Noordereiland groeit de boom zelden noordelijker dan op het centrale vulkanische Waimarino Plateau en de East Cape. De boom groeit in droge laaglandbossen en in bergbossen. In sommige bossen is deze boom een dominante soort die onderdeel uitmaakt van de boomlaag. De soort staat op de Rode Lijst van de IUCN geklasseerd als 'niet bedreigd'.

## Synoniemen
- Fagus solandri Hook.f.
- Myrtilloides cinerascens Banks & Sol. ex Hook.
- Fuscospora solandri (Hook.f.) Heenan & Smissen
- Nothofagus × soltruncata Cockayne